# Lissonota semirufa
Lissonota semirufa är en stekelart som först beskrevs av Desvignes 1856.  Lissonota semirufa ingår i släktet Lissonota och familjen brokparasitsteklar. Inga underarter finns listade i Catalogue of Life.